# Pietrari (Dâmbovița)
Pietrari es una comuna ubicada en el distrito de Dâmbovița, Rumania.

## Superficie
Posee una superficie de 26,17 kilómetros cuadrados.

## Demografía
Hasta 2021 la población era de 2186 habitantes, con una densidad de población de 83,53 habitantes por kilómetro cuadrado.